# Relaciones Costa Rica-Santa Sede
Las relaciones diplomáticas entre Costa Rica y la Santa Sede han sido irregulares y complejas a lo largo de los años. A menudo empañadas por situaciones políticas internas del país. 
En 1884 el Congreso Constitucional de Costa Rica abolió uniltarelamente el concordato Lorenzana-Antonelli de 1852. El primer embajador de Costa Rica ante la Santa Sede fue el Marqués de Peralta quien también lo era ante varios países europeos como Francia y Países Bajos, y que ejerció el cargo desde 1902 hasta su muerte en 1930.  Tras esto no se eligió un sucesor del noble costarricense hasta 1946 en que se acreditó como ministro plenipotenciario a Giulio Pacelli, quien sería asesinado en 1956.
Bajo el gobierno de la Junta Fundadora de la Segunda República (1948-1949) el gobierno se reunió con el nuncio apostólico de Costa Rica Monseñor Luigi Centoz interesados en negociar un concordato, aunque rumores cundieron que se buscaba remover a Víctor Manuel Sanabria como arzobispo de Costa Rica. El concordato nunca se logró pues uno de los requisitos que exigía la Santa Sede era que el Estado no legalizara el divorcio, lo que tuvo férrea oposición del presidente José Figueres.
Los representantes diplomáticos de Costa Rica generalmente lo eran de varios países europeos hasta 1998 en que se acreditó formalmente un embajador costarricense ante la Santa Sede por primera vez.